# Le Voyage de Marcel Grob
Le Voyage de Marcel Grob est une bande dessinée historique scénarisée par Philippe Collin et illustrée par Sébastien Goethals, sortie en 2018. 

## Synopsis
La bande dessinée raconte l'histoire d'un jeune Alsacien de 17 ans, nommé Marcel Grob qui est, en juin 1944, enrôlé de force dans la Waffen-SS avec ses amis Antoine et Stanislas. 
Philippe Collin a écrit cette BD en hommage à son grand oncle Marcel Grob,. Même si le personnage de l'histoire ne ressemble pas physiquement à son grand oncle, il reproduit parfaitement ses actes.
Le volume contient un dossier sur le contexte historique rédigé par l'historien Christian Ingrao,.

## Personnages
- Marcel Grob : jeune alsacien né à Kirchberg. En juin 1944, alors âgé de 17 ans, il est enrôlé de force dans la 16. SS-Panzergrenadier-Division Reichsführer-SS[2]. Sous la menace de représailles contre sa famille, il va être obligé de participer à des crimes de guerre tel que le massacre de Marzabotto, en Italie[4],[3]. Il assiste, impuissant, à la violence paroxystique de la Waffen-SS exercée sur la population civile. Il est blessé au combat puis fait prisonnier dans un hôpital de campagne de la Wehrmacht par les britanniques. Il est reconnu comme étant un "Malgré-nous" par un officier français des FFL, ce qui lui évite le peloton d'exécution réservé aux membres de la Waffen-SS. Il meurt en 2009 dans un lit d'hôpital, sa femme à ses côtés l'apaisant dans ses derniers instants.
- Antoine Guebwiller : ami de Marcel et Stanislas, il est lui aussi enrôlé de force dans la Waffen-SS. Jeune homme attachant mais plutôt peureux, il porte un médaillon de Saint Nicolas qu'il invoque ponctuellement pour le protéger lui et ses amis. Il meurt tué par des partisans  lors d'une patrouille en Italie.
- Stanislas Müller : ami de Marcel et Antoine. C'est une personne forte qui dit ce qu'elle pense sans ambages. Antisémite et farouchement anti-communiste, il accepte plus facilement que ses deux amis son enrôlement forcé pour "botter le cul des bolcheviques". Cependant, il trouve immonde le massacre de civils que leurs imposent les officiers SS et décide de déserter lorsque l'occasion se présente. Lors de sa désertion, Stanislas trouve une maison abandonnée et y récupère des vêtements civils pour se dissimuler. Il repère ensuite une patrouille américaine, puis, peu après, on le voit embarquer sur un bateau américain en direction de New York.
- Mathias Brehme : il est Untersturmführer dans la 16. SS. Il se montre bienveillant envers Marcel tout au long du récit, lui sauvant la vie à de nombreuses reprises. Il est d'une nature calme, posée mais n'en demeure pas moins vif au combat. C'est un homme cultivé, ancien professeur de linguistique à l'université avant d'intégrer la Waffen-SS pour "laver l'affront de l'humiliation du Traité de Versailles". Il ne souscrit ni à la doctrine politique nazie des SS ni à leurs méthodes d'exaction sur les populations civiles (il fera notamment exprès de rater son tir sur une femme fuyant avec ses enfants lors du massacre de Marzabotto). Après la guerre, il écrit des lettres à Marcel Grob, rétabli. Il meurt en 1952 dans un accident de voiture à Stuttgart.
- Paulo Tonelli : juge d'instruction membre du "Corte Verita", tribunal d'exception mandaté par les familles des victimes de la Seconde Guerre mondiale pour juger les derniers criminels de guerre nazis. Convaincu que Marcel Grob avait intégré la Waffen-SS par conviction, il tente de prouver la culpabilité de ce dernier en retraçant son parcours militaire. Étant le petit-fils de victimes du massacre de Marzabotto, son impartialité est très discutable.

## Les auteurs
Philippe Collin et Sébastien Goethals se sont rencontrés au Festival de la BD d’Angoulême.
Philippe Collin, a animé entre 2015 et 2021 sur France Inter une émission hebdomadaire dite « d’esprit et de sport » intitulée L’Œil du tigre. Il signe le scénario de cette bande dessinée, assisté de Sébastien Goethals qui officie également en tant qu’illustrateur.
En 2020, le duo a également réalisé La patrie des frères Werner dans la même collection. Et en 2024, ils collaborent à nouveau ensemble en réalisant L’Escamoteur, un polar politique en BD dans la France des années 1970.

## Accueil critique

### Médias
L'accueil est plutôt positif dans les médias, ainsi Le Parisien titre : « BD : le «Voyage de Marcel Grob», la belle surprise » et pour le magazine Historia, ce roman graphique est « certainement l'un des plus réussis de ces dernières années ». Cependant, certains sites bédéphiles sont moins enthousiastes ; le critique du site BoDoï écrit notamment : « le Voyage de Marcel Grob se révèle donc être un énième volume sur la Seconde Guerre mondiale, certes fidèle, mais dont on ne peut pas dire qu’il apporte quoi que ce soit de supplémentaire à l’immense littérature déjà existante ».
France Info, en s'appuyant sur un reportage de France 3 Alsace, rappelle cependant que : « [Les jeunes Français enrôlés] qui refusaient d'obéir aux ordres étaient alors eux-mêmes assassinés sur le champ. En cas de désertion, ils ont été nombreux à rejoindre la Suisse ou la Résistance, leurs familles étaient déportées, au mieux dans des camps de travail, au pire dans des camps de concentration.
Le grand-oncle [du journaliste] Philippe Collin, Marcel Grob, était l'un de ces Malgré-nous. Quand il a appris que ce proche avait été SS, [Philippe Collin jeune] a immédiatement coupé tous les ponts [avec lui], refusant même d'assister à ses obsèques. [Plus tard,] apprenant sa véritable histoire, il en a conçu un sentiment d'injustice. Cette bande dessinée est une sorte de compensation, d'hommage posthume rendu à celui qui, a-t-il finalement compris, faisait davantage figure de victime que de bourreau. »
.

### Ventes
En septembre 2020, les ventes de l'album représentent 120 000 exemplaires au total.

### Récompenses
- L'album a décroché le Prix Historia de la bande dessinée historique 2019 [9],[10].
- Le Prix des lycées (catégorie prix jeunesse) du Festival d'Angoulême 2020 a été décerné à l'album [11].